# ماري لويز سميث
ماري لويز سميث (بالإنجليزية: Mary Louise Smith)‏ هي ناشِطة أمريكية، ولدت في 1937 في مونتغومري في الولايات المتحدة.